# Evangelischer Friedhof (Barnstorf)
Der evangelische Friedhof Barnstorf liegt im Flecken Barnstorf im niedersächsischen Landkreis Diepholz. 

## Beschreibung
Der Begräbnisplatz für die Verstorbenen aus der evangelischen St.-Veit-Kirchengemeinde Barnstorf liegt im  Kernort Barnstorf westlich der St.-Veit-Kirche und nördlich der B 51 direkt an der östlich verlaufenden Walsener Straße (= Landesstraße L 344) und direkt an der südlich verlaufenden Straße An den Scheuergärten. Der Friedhof ist ca. 260 m lang und maximal ca. 90 m breit.

## Besonderheiten
Auf diesem Friedhof ruhen insgesamt elf deutsche Soldaten beider Weltkriege in einer kleinen gepflegten Anlage:
- sechs Soldaten, die 1914–1918 in verschiedenen Lazaretten verstorben sind,
- fünf Soldaten, von denen vier in den Kampfhandlungen im April 1945 oder kurz danach starben.[1]

## Geschichte
Ein alter Friedhof, der sich auf dem Kirchhof bei der St.-Veit-Kirche befand, wurde 1894 als Begräbnisstätte geschlossen. Bereits 1890 hatte die Kirchengemeinde an der Straße nach Goldenstedt (Walsener Straße) im Norden des Ortes durch Kauf und Tausch Land für die Anlage eines neuen Friedhofs erworben. Dieser wurde 1891 eröffnet und befindet sich in der Trägerschaft der Kirchengemeinde. Im Jahr 1952 errichtete die Kirchengemeinde gemeinsam mit der politischen Gemeinde eine Friedhofskapelle (Architekt: Ernst Witt). Diese wurde 1975/76 abgebrochen und durch einen Neubau der politischen Gemeinde ersetzt.